# Агінський дацан
Агінський дацан (бур. Агын хийд) — монастирський комплекс, найбільше буддійське святилище в Забайкальському краї Росії. Заснований в 1811 році і розташований в селі Амітхаша, в семи кілометрах на південний захід від бурятського міста Агінське. Як дацан, це і монастир, і університет. Його було закрито у 1938 році, але з 1993 року він знову став центром викладання буддійської філософії та інших наук.